# منتخب النمسا لكرة الطائرة للسيدات
منتخب النمسا لكرة الطائرة للسيدات (بالألمانية: Österreichische Volleyballnationalmannschaft der Frauen)‏ هو ممثل النمسا الرسمي في المنافسات الدولية في كرة طائرة في فئة كرة الطائرة للسيدات .

## طالع أيضًا
- منتخب النمسا لكرة الطائرة للرجال